# Cladocolea loniceroides
Cladocolea loniceroides är en tvåhjärtbladig växtart som först beskrevs av Van Tieghem, och fick sitt nu gällande namn av Kuijt. Cladocolea loniceroides ingår i släktet Cladocolea och familjen Loranthaceae. Inga underarter finns listade i Catalogue of Life.